# Capsicum annuum
Capsicum annuum là một loài ớt đã thuần hóa thuộc chi Capsicum, họ cà có nguồn gốc từ miền Nam Bắc Mỹ và miền bắc Nam Mỹ. Ba loài C. annuum, C. frutescens và C. chinense đều tiến hóa từ một tổ tiên chung duy nhất ở một nơi nào đó trong khu vực phía tây bắc Brazil - Colombia. Loài này là phổ biến được trồng rộng rãi nhất trong 5 capiscums thuần hóa.